# Atri (mędrzec)
Atri (dewanagari अत्रि, trl. Atri, ang. Atri), – jeden z synów Brahmy, starożytny mędrzec indyjski (ryszi – dewanagari ऋषि, trl. ṛṣi, ang. rishi).

## Rodzina i postacie powiązane

### Pochodzenie
- Zgodnie z Wisznupuraną[1] i Kurmapuraną[2] oraz naukami Guru adźapajogi[3], mędrzec Atri jest jednym z dziewięciu, stworzonych przez Brahmę w pierwszej manwantarze, wielkich starożytnych mędrców, zwanych nawabrahmarszimi (dziewięcioma brahmarszimi). Pozostałych ośmiu to: Marići, Bhrygu, Angiras, Pulastja, Pulaha, Kratu, Daksza i Wasisztha.
- Mędrzec Atri jest jednym z pradźapatich (dewanagari प्रजापति, trl. prajāpati,  ang. Prajapati, tłum. pan stworzeń, praojciec ludzkości, obrońca życia) oraz manasaputra - zrodzonym z umysłu Brahmy. Brahma po prostu powołał go do istnienia swoim pragnieniem, aby towarzyszył mu w procesie tworzenia.
- W Puranach można odnaleźć podania, iż Atri narodził się w cudowny sposób z oczu Brahmy[4][5].

### Żony i potomstwo
- Atri, na polecenie swojego ojca – Brahmy, poślubił Anasuję, jedną z dziewięciu córek Kardamy muniego (dewanagari कर्दम, trl. Kārdama) oraz jego żony Dewahuti (dewanagari देवहूति, trl. Devahūti ang. Devahuti),
- Atri miał wielu synów, znawców Wed, o niezmąconym umyśle[6].

### Brahma, Wisznu i Śiwa jako synowie Atriego i Anasuji
Kiedyś Brahmarszi Atri, wyrzekając się jedzenia i wody, wykonywał przez 100 boskich lat wielki tapas, stojąc w medytacji na jednej nodze na górze Ruksza i będąc w pełni skoncentrowany na Parabrahmanie (dewanagari परंब्रह्मन्, trl. paraṃbrahman, pierwotnej, najwyższej formie Boga Brahmy). Powstały w wyniku jego praktyki żar stał się nieznośny dla całego świata. Brahma był zmuszony przyjąć tę ofiarę i nadał jej formę człowieka. Nagrodził również mędrca Atri obietnicą, że w odpowiednim czasie narodzi mu się syn. Kiedy jednak Atri dalej kontynuował swoją medytację, pojawili się przed nim Brahma, Wisznu i Śiwa i odpowiadając na jego pytanie, poinformowali, że wszyscy trzej są sobie równi, pełniąc jednak różne role. Będąc zadowolonymi z jego pokuty, złożyli obietnicę, że narodzą się na ziemi, jako jego dzieci. W odpowiednim czasie Atri i Anasuja zostali pobłogosławieni trzema synami.

Brahma narodził się jako Soma (dewanagari सोम, trl. soma), nazywany również Ćandra (dewanagari चंद्र, księżyc, znany również jako Ćandratreja lub Ćandratre), Śiwa jako ryszi Durwasa (dewanagari दुर्वास, trl. durvāsa, ang. Durvasa znany również jako Krysznatreja lub Krysznatre), a Wisznu jako Dattatreja (dewanagari दत्तात्रेय, trl. Dattātreja, ang. Dattatreya, tłum. Datta=dany Atreja=Atri, czyli: ten który został dany Atri).

Soma i Durwasa przekazali cząsteczkę siebie Dattatreji i w ten sposób Dattatreja, chociaż jest awatarem Wisznu, uosabia jednocześnie Trimurti (Boską Trójcę). W ikonografii przedstawiany jest jako mężczyzna o trzech głowach lub z głową o trzech twarzach.

## Recepcja w literaturze hinduistycznej

### Wedy
- Brahmarszi Atri uznawany jest za natchnionego autora piątej mandali Rygwedy, jak również za odkrywcę świętych mantr hinduizmu. W jego rodzie było wielu natchnionych autorów innych części Wed (od 2 do 7 księgi), między innymi: Szawaszwa, Awisztir i Purwatithi oraz znamienici ryszi Mudgala, Uddalaki, Szakalajani, Ćandogja i inni[7].

- Rygweda (VII.71.5) wspomina jak bliźniacy Aświnowie uratowali mędrca Atri przed demonami, które usiłowały go spalić, gdy był w głębokiej medytacji[5][8].

### Mahabharata
- Brahmarszi Atri uświadamia Dronie (dewanagari द्रोण, trl. Droṇa) bezsens sianego przez niego zniszczenia.

Po zabiciu przez Ardźunę (devanagari अर्जुन, ang. Arjuna) Bhiszmy (dewanagari भीष्म, trl. Bhīṣma, ang. Bhishma), wodza armii Kaurawów (devanagari कौरव), ang. Kaurava), książę Durjodhana (devanagari दुर्योधन, trl. Duryodhanā, ang. Duryodhana) zwrócił się z prośbą do Drony o to, aby on został wodzem jego armii. Drona spełnił prośbę księcia i stanął na czele armii Kaurawów. Pod wodzą Drony armia, Kaurawów walczyła zaciekle, zabijając dziesiątki tysięcy wojowników armii Pandawów. Ich krzyk bólu rozdzierał niebo, a krew obficie spływała po polu Kurukszetry. Martwe ciała piętrzyły się i były pokarmem dla drapieżnych ptaków. W tej rzezi, co wykracza poza wszelkie ludzkie pojęcie, Drona stał na polu walki jak "ogień trawienny".
Brahmarszi Atri był bardzo zmartwiony tym, ponieważ wiedział, że jeśli Drona będzie kontynuował walkę, spowoduje to wielkie wyniszczenie i cierpienie. W momencie gdy Bhima zabił słonia o imieniu Aszwathama i przemierzał pole bitwy krzycząc: "Aszwathama zginął, Aszwathama zginął", na polu bitwy pojawił się Atri w towarzystwie innych świętych mędrców – ojca Drony – Bharatwadźy (devanagari भरद्वाज, trl. Bhāradvāja, ang. Bharadwaja), Wasiszthy, Wiszwamitry (devanagari विश्वामित्र, trl. Viśvāmitra, ang. Vishwamitra), Gautamy (dewanagari गौतम), Kaśjapy i innych. Gdy Drona usłyszał, że zginął Aszwathama, całkowicie się załamał, bowiem myślał, że zginął jego ukochany syn, który również miał na imię Aszathama. Atri zasmucił się widząc rozpacz Drony. Stanął przed nim i pocieszał go mówiąc:

Drogi Przyjacielu, od początku tej wojny robisz wszytko przeciwko dharmie, twoje zaangażowanie w tę wojnę jest tego przykładem. To już wystarczy, zakończ tą rzeź, przecież jesteś dobrym człowiekiem. To co robisz jest sprzeczne z twoim statusem, jesteś przecież uczonym braminem i twoje życie powinno być poświęcone dharmie. Te okrutne czyny nie przystojną tobie. Odłóż broń, oczyść swój umysł we wspaniałej sanātanadharmie (odwieczny porządek). Przykro mi, że sprawiłeś tyle cierpienia, walcząc nieuczciwie, używając magicznej broni – brahmastry przeciwko zwykłym wojownikom! Zabijając bronią Brahmy zwykłych ludzi, splamiłeś swój honor. Zabiłeś tylu wojowników, porzuć swoje grzeszne postępowanie i zakończ to bezsensowne zabijanie.

Gdy Atri zakończył swoją przemowę, Drona postanowił porzucić swoją broń i zakończyć zabijanie. Gdy tylko to zrobił poczuł jak opuszczają go złość, gniew i poczucie zemsty, a jego serce stało się czyste. Usiadł w pozycji lotosu i rozpoczął medytację pośród odgłosów toczącej się walki. Intonując świętą sylabę Om, skupił swój umysł na Wisznu i opuścił ciało. Przybyli na pole bitwy święci mędrcy widzieli, jak dusza opuszcza ciało Drony i mieli wrażenie, jakby drugie słońce wschodziło na niebie. Tak oto Atri uratował wiele istnień, przekonując Dronę do zaniechania dalszej walki.
- Brahmarszi Atri poucza o pierwszeństwie króla "ziemskiego" na ziemi nad Indrą.

W odległych czasach żył na ziemi król o imieniu Wainja, który aspirując do zdobycia królewskiego namaszczenia, patronował wielkiej ofierze konia. Gdy usłyszał o tym starożytny mędrzec Atri, zaczął rozmyślać nad tym, czy powinien uczestniczyć w tej królewskiej sesji ofiarnej. Rzekł do swej żony:
O droga żono, chciałbym udać się na sesję ofiarną króla Wainji, aby zostać hojnie obdarowany przez tego królewskiego patrona braminów, gdyż im szybciej uda mi się zdobyć bogactwo, tym szybciej będę mógł obdzielić nim tych, którzy ode mnie zależą i po spełnieniu w ten sposób mego obowiązku, udać się do lasu, aby móc poddać się surowej ascezie i rozwijać dalej moje duchowe cnoty. Żona Atriego poparła gorąco jego myśl, twierdząc, że takiego postępowania od niego oczekuje.
Atri rzekł: O żono, przyznam szczerze, że wahałem się długo, czy udać się na tę sesję ofiarną, bo zamierzający tam być mędrzec Gautama, wychwalał co prawda przede mną prawość króla Wainji i jego przywiązanie do Prawdy, lecz równocześnie poinformował mnie, że pewni bramini, którzy będą tam obecni, nienawidzą mnie. Jestem przekonany, że tym braminom moje choćby najgłębsze słowa o Prawie, Zysku i Przyjemności, które chciałbym wygłosić podczas tej ofiary, wydadzą się puste i pozbawione znaczenia. Twój entuzjazm przekonał mnie jednak, że pomimo mych obaw, powinienem wyruszyć do pałacu króla Wainji i uczestniczyć w patronowanej przez niego sesji ofiarnej. Król, z całą pewnością, obdaruje mnie krowami i bogactwem, umożliwiając mi w ten sposób udanie się do lasu i ćwiczenie się w ascezie.
Atri udał się więc na teren ofiarny i rzekł do króla Wainji: O królu królów, ty jesteś pierwszy wśród wszystkich królów na ziemi. Ciebie wychwalają tłumy ascetów, gdyż nikt nie zna Prawa równie dobrze jak ty.
Pochwalne słowa Atriego rozgniewały bramina Gautamę, który zawołał: O Atri, chyba straciłeś rozum, skoro śmiesz mówić w ten sposób. Czyżbyś zapomniał, że bramini uznają za pierwszego wśród królów króla bogów Indrę.
Atri odpowiedział: O braminie, to nie ja, lecz ty straciłeś rozum. Król Wainja zaspakaja potrzeby i sprawuje opiekę nad swymi poddanymi na ziemi tak, jak Indra czyni to w niebie.
Mędrzec Gautama rzekł: O Atri, ty wstrętny cyniku, zestarzałeś się i mówisz jak dziecko. To nie znajomość Najwyższego Prawa przez ciebie przemawia, lecz twój własny interes. Przypochlebiasz się królowi Wainji, gdyż przyszedłeś na jego sesję ofiarną, aby zdobyć bogactwo!
Wokół sprzeczających się mędrców zaczął się wkrótce gromadzić tłum przybyłych na sesję ofiarną pustelników, którzy zaczęli szemrać między sobą, pytając, o co chodzi tym dwóm rozgniewanym mędrcom, którzy krzyczą na siebie nawzajem i sieją niezgodę. Mędrzec Gautama rzekł do szemrającego tłumu: O bramini, przyczyną naszej sprzeczki jest to, że wielki prorok Atri oświadczył, że król Wainja zaspakaja potrzeby i sprawuje opiekę nad swymi poddanymi na ziemi tak, jak Indra czyni to w niebie, a ja mam co do tego wątpliwości.
Zaniepokojony tymi wątpliwościami tłum mędrców udał się do ascety o imieniu Sanatkumara z prośbą o ich rozwianie.
Sanatkumara rzekł: O prorocy, w osobie króla bramińskość i rycerskość uzupełniają się nawzajem. Jest on zarówno Indrą, jak i mędrcem Śukrą – nauczycielem demonów i Brihaspatim — nauczycielem bogów. Jest on również Pradźapatim. Jest on władcą, suwerenem, magnatem, panem ziemi i obrońcą ludzi. Jest Najwyższym Prawem i Panem dla swych podwładnych. Któż, mający tyle tytułów, nie zasługiwałby na najwyższy szacunek? To króla nazywa się starożytnym łonem, z którego rodzi się świat, pogromcą wroga, zwycięzcą, tym, który prowadzi swój lud do nieba. Będąc władcą, zarówno zwycięskim jak i dzikim i gniewnym, potrafi przetrwać najgorszą wojnę jako obrońca Prawdy i Prawa. To prorocy z lęku przed bezprawiem oddali władzę w jego ręce. Tak jak słońce rozprasza swoją wspaniałością ciemności na niebie, tak król rozprasza na ziemi bezprawie. O zwierzchnictwie króla mówią święte pisma, a więc rację miał Atri, który wychwalał jego pierwszeństwo na ziemi.
Król Wainja zadowolony, że Sanatkumara przyznał racje wychwalającym go słowom mędrca Atriego, rzekł: O Atri, wielki mędrcu, muszę obdarować cię wielkim bogactwem, gdyż sądzę, że jesteś wszechwiedzący. Mówiąc, że jestem pierwszym wśród królów, równym królowi bogów, powiedziałeś Prawdę. Przyjmij więc ode mnie tysiąc młodych niewolnic ubranych w bogate szaty i złoto, warte setki milionów. Asceta Atri przyjął w rytualny sposób oferowane mu dary i powrócił do swego domu, aby oddać zdobyte bogactwo zależnym od niego synom, a samemu pozostać wiernym swym przysięgom i udać się do lasu, aby poddać się tam surowej ascezie

.
- Brahmarszi Atri ratuje świat przed ciemnością.

Pewnego razu, kiedy dewowie toczyli walkę z asurami, demon imieniem Rahu przeszył swoją strzałą Surję. Na całym świecie zapadła ciemność. Bogowie, pozbawieni światła i przerażeni ciemnością, zaczęli przegrywać walkę z demonami. Udali się więc do mędrca Atri prosząc go o pomoc. Atri, który dzięki swej medytacji i wyrzeczeniom posiadł niezwykłą moc, przybrał postać Surji i zalał cały świat światłem rozpraszając panującą ciemność. Dewowie widząc asurów porażonych tym światłem, ruszyli szybko do ataku odnosząc zwycięstwo. Wtedy też maharszi nadali mu nobliwy przydomek: Prabhakar (Dawca Światła).

### Ramajana
Ze względu na złośliwych rakszasów, dowodzonych przez Kharę młodszego brata Rawany, ryszi mieszkający wraz z Ramą na zboczach Ćitrakuty (dewanagari चित्रकूट, trl. Citrakūṭa, ang. Chitrakuta lub Chitrakoot), opuścili to miejsce. Rama wraz z rodziną pozostał tam jednak jeszcze jakiś czas. Jednakże, gdy dotknęły go wspomnienia o rodzinie, postanowił opuścić to miejsce również i udać się do lasu Dandakaranja (dewanagari दण्डकारण्य, trl. daṇḍakāraṇya, ang. Dandakaranya). Po drodze zatrzymali się w aśramie Brahmarszigo Atri. Atri przyjął ich tak serdecznie, jakby byli jego rodzonymi dziećmi. Po przywitaniu gości, ukochana małżonka mędrca Atri, Anasuja zaopiekowała się Sitą żoną Ramy. Anasuja była znana ze swego oddania mężowi i podczas rozmowy z Sitą przekazała jej swoją wiedzę i doświadczenie w zakresie patiwaratadharmy (dharma zamężnej kobiety, dla której mąż jest najwyższym bóstwem, nieważne, czy ma złe maniery, jest rozpustny, czy też całkowicie pozbawiony bogactw). Anasuja, będąc zadowolona z tego w jaki sposób Sita pojmuje patiwaratadharmę, powiedziała:
Drogie dziecko, korzystając z zasług, które osiągnęłam z pełnionych wyrzeczeń, pragnę dać ci jakieś błogosławieństwo. Powiedz mi, czego byś sobie życzyła?
Sita odrzekła z pokorą:
O święta pani, twoja obecność jest sama w sobie zupełnie wystarczającym błogosławieństwem.
Szczęśliwa ascetka podarowała Sicie cudowną girlandę, która nigdy nie więdła, niebiańskie szaty, ozdoby oraz kosmetyki, a wszystko to nigdy nie wyczerpywało się. Na prośbę Anasuji, Sita przyozdobiona w otrzymane dary udała się do swego męża. Rama był zadowolony widząc żonę tak ślicznie przyozdobioną. Tę noc spędzili w aśramie mędrca Atri. Rankiem Atri wskazał Ramie drogę do lasu Dandakaranja i ostrzegł go mówiąc:
Ten las nawiedzany jest przez dzikich i złośliwych rakszasów. Czerpią przyjemność z pożerania każdego, kto zlekceważy wypłukanie ust po jedzeniu lub po wypiciu albo niestarannie przestrzega innych wskazówek religijnych.

### Sanhita i Smryti
Atrisanhita i Atrismryti są dwoma starożytnymi dziełami przypisywanymi Brahmarsziemu Atri. Przez wielu znawców Atrisanhita uważana jest za jedną z najcenniejszych spośród całego zbioru sanhit.

## Ukaranie Indry
Kiedyś, gdy Brahmarszi Atri potrzebował pieniędzy, zwrócił się z prośbą o pomoc do króla Prithu Chakrawarthy. Prithu zgodził się pomóc Atri, ale w zamian poprosił o pomoc w przeprowadzeniu ofiary zwanej aśwamedha (dewanagari अश्वमेध, trl. aśvamedha, ang. Ashvamedha, ofiara konia) Jadźńa. Poprosił mędrca Atri, aby pomógł jego synowi, którego powołał na strażnika ofiary. Indra zaniepokojony coraz większą mocą Prithu, chciał spowodować przerwanie jadźńi. Przybywszy na ofiarę w przebraniu, ukradł jadźńię i uniósł ją do nieba. Syn Prithu zapytał Atri, czy powinien zabić Indrę swoimi strzałami.
Atri, widząc, co zrobił Indra, chciał dać mu nauczkę w taki sposób, aby w przyszłości każdy wiedział, iż jeśli ktoś przeszkodzi w ofierze jadźńi, zasługuje na karę i zabicie lub ranienie takiej osoby jest dozwolone przez dharmę. Powiedział, że nikt, nawet Indra, nie jest ponad dharmą. Rozkazał, aby syn Prithu wystrzelił swoją strzałę, która bardzo poważnie raniła Indrę. Indra, będąc raniony, upuścił konia, ale natychmiast ponownie go ukradł i stał się niewidzialny. Atri wchłonął moce Indry i ponownie stał się widzialny dla syna Prithu, który wystrzelił do niego kolejną strzałę i ukarał go ponownie.

Dzięki mędrcowi Atri jadźńa zakończyła się pomyślnie, król Prithu wychwalał zasługi mędrca. W ofierze uczestniczył również wielki mędrzec – maharszi Gautama, który poczuł się zazdrosny, powiedział, że decyzja Atri jest niezgodna z zasadami dharmy. Atri odpowiedział, że nie zrobił nic złego i zwrócił się do zgromadzonych, aby oni wydali werdykt w tej skomplikowanej materii. Zgromadzeni ryszi nie mogli się zdecydować, czy decyzja Atri była właściwa. Zwrócili się więc z pytaniem do Sanatkumara, jednego z manasaputra (mentalnych synów Brahmy), który potwierdził, iż Atri nie popełnił żadnego błędu. Wszyscy zgromadzeni mędrcy, w tym Gautama, przyjęli to orzeczenie.

## Inne informacje
- Brahmarszi Atri uważany jest za pierwszego nauczyciela ajurwedy, astrologii, astronomii, matematyki, poezji i prozy[5].
- Mędrzec Atri zalewa świat swoim boskim blaskiem oraz wieczną błogością i życzliwością, które płyną z jego oczu, jak lśniące, chłodne światło Księżyca. Wszystkie święte pisma wychwalają go jako uosobienie boskości[5].

Asteryzm Wielkiego Wozu

| Saptarszi | Oznaczenie Bayera | Tradycyjna nazwa zachodnia |
| --------- | ----------------- | -------------------------- |
| Kratu     | α UMa             | Dubhe                      |
| Pulaha    | β UMa             | Merak                      |
| Pulastja  | γ UMa             | Phecda                     |
| Atri      | δ UMa             | Megrez                     |
| Angiras   | ε UMa             | Alioth                     |
| Wasisztha | ζ UMa             | Mizar                      |
| Marići    | η UMa             | Alkaid                     |

### Astrologia indyjska
Astrologia indyjska przypisuje gwiazdom konstelacji Wielkiego Wozu imiona poszczególnych saptarszich. Dlatego układ tych gwiazd często nazywany jest Saptarszi Mandala (dewanagari मण्डल, trl. maṇḍala, symbol). Gwiazda łącząca dyszel z wozem według tejże astrologii, opisywana jest jako Atri, a według astrologii zachodniej jako Megrez.

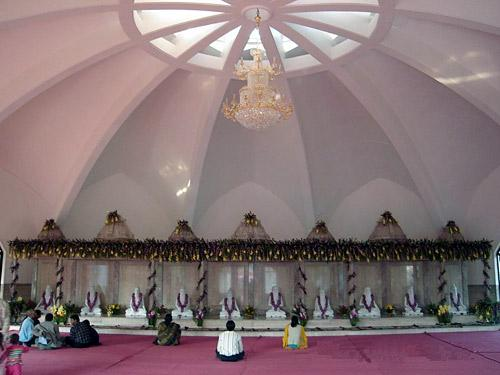
Wnętrze Świątyni Dziewięciu Brahmarszich w aśramie adźapajogi w Jamshedpurze w Indiach.

## Recepcja w nurtach hinduistycznych

### Adźapajoga
- Guru adźapajogi nauczają, iż technika praktyki jogi zwanej adźapą wywodzi się od dziewięciu synów Brahmy zwanych nawabrahmarszimi. Zgodnie z tą tradycją jednym z brahmarszich jest Atri. Wszyscy ci brahmarszi biorą udział w kreacji wszechświata i otaczają go swoją opieką. Mając na uwadze powyższe aspekty Guru Janardan Paramahansa, około roku 1970, postanowił stworzyć świątynię ku ich czci. Wizja Guru Janardana została zrealizowana w 1976 roku. Na terenie aśramu adźapajogi w Dimna[16] koło Jamshedpur w Indiach, powstała pierwsza na świecie świątynia poświęcona wszystkim dziewięciu brahmarszim. Następca Guru Janardana, Guru Prasad Paramahansa, około 2001 roku postanowił dokonać przebudowy istniejącej świątyni. Uroczyste otwarcie odnowionej świątyni nastąpiło w dniu 24 grudnia 2006 roku, jest ona wzorowana w swoim wyglądzie na świątyni w Siddhaśramie (dewanagari सिद्धाश्रम, trl. siddhāśrama)[3]. Świątynia ta zwana jest Rishi Mandir czyli Świątynia Ryszich.